# Грехем Вотсон
Грехем Роберт Вотсон (англ. Graham Robert Watson; нар. 23 березня 1956, Ротсей, острів Бьют, Шотландія) — британський політик, ліберальний демократ, член Європейського парламенту з 1994 по 2009.

## Життєпис
Він вивчав сучасні мови в Університеті Геріот-Ватт в Единбурзі. Працював перекладачем, співробітником адміністрації університету, директором політичного офісу лідера Ліберальної партії Девіда Стіла. У 1988–1994 він був банківським працівником HSBC в Лондоні та Гонконзі.
У 70-х і 80-х роках був молодіжним активістом Ліберальної партії, був її віце-головою (1977–1979) і генеральним секретарем Міжнародної федерації ліберальної молоді (1979–1981). Один із засновників Європейського молодіжного форуму.
На виборах у 1994 році став першим (поруч з Робіном Теверсоном) в британській історії обраним до Європейського парламенту ліберальним депутатом. На наступних виборах (у 1999, 2004, 2009), після введення пропорційного представництва, успішно переобирався.
У Європейському парламенті, зокрема, був членом Комітету з економічних та валютних питань (1994–1999) та головою Комітету з громадянських свобод, юстиції та внутрішніх справ (1999–2002). У 2002 році замінив Пета Кокса на посаді лідера ліберальної фракції. Він обіймав цю посаду до 2009 року.
Одружений, має двох дітей.